# Piet Borst
Piet Borst (Amsterdã, 5 de julho de 1934) é um bioquímico e biólogo molecular neerlandês. Responsável pela introdução da engenharia genética nos Países Baixos, pesquisa sobre o câncer.
Borst estudou medicina de 1952 a 1958 na Universidade de Amsterdã, onde obteve um doutorado em 1961, orientado por Edward Slater, com uma tese sobre a pesquisa do câncer. Em 1963 fez o exame de médico. De 1963 a 1965 pesquisou junto a Severo Ochoa na Universidade de Nova Iorque, sendo depois docente de bioquímica na Universidade de Amsterdã, onde foi em 1969 professor de bioquímica clínica. A partir de 1983 foi diretor científico do Instituto Neerlandês do Câncer (Nederlands Kanker Instituut, NKI) no Hospital Antoni von Leeuwenhoek (Antoni van Leeuwenhoekziekenhuis), onde foi em 1987 diretor e aposentou-se em 1999. Lá continuou a pesquisar, em tempos mais recentes sobre Base J, uma base DNA em tripanossomas descoberta por Borst e seu colaboradores, suas funções e biossíntese.
Recebeu em 1984 o Prêmio Paul Ehrlich e Ludwig Darmstaedter, em 1989 o Prêmio Howard Taylor Ricketts, em 1992 a Medalha Robert Koch e o Prêmio de Bioquímica e Biofísica A.H. Heineken. É comandante da Ordem do Leão Neerlandês, comandante estrangeiro honorário da Ordem do Império Britânico (CBE), membro da Academia Real das Artes e Ciências dos Países Baixos, da Royal Society, da Academia Nacional de Ciências dos Estados Unidos, da Academia de Artes e Ciências dos Estados Unidos, da Academia Europaea e da Organização Europeia de Biologia Molecular (EMBO).
Dentre seus doutorandos consta Titia de Lange.